# Vlag van Lozère

Vlag van Lozère

De vlag van Lozère is de niet-officiële vlag van het Franse departement Lozère. Net als de meeste andere departementen van Frankrijk heeft Lozère geen officiële vlag, maar wordt de hier rechts afgebeelde vlag op niet-officiële wijze gebruikt. De vlag is afgeleid van het wapen van dit departement.
De vlag heeft twee delen: aan de linkerkant een blauw veld bezaaid met gele lelies en aan de rechterkant een geel veld met vier rode verticale banen.
Het ontwerp toont de wapens van de voormalige provincie Gévaudan, waarvan de oppervlakte ongeveer gelijk is aan die van Lozère. Het zegel van het gezamenlijke Hof van Gévaudan, dat dateert uit 1310, laat aan de linkerkant lelies zien, terwijl aan de rechterkant de bisschop van Mende een zwaard en een kromstaf vasthoudt, boven de verticale balken. Het ontwerp van dit zegel is geïntroduceerd in het wapen van Gévaudan.
In 1959 werd het wapenschild van het departement Lozère officieel gepubliceerd.
Naast deze vlag is er een logovlag in gebruik.

Wapen van Gévaudan onder de koning van Aragón
Logovlag